# Cardabiodontidae
Cardabiodontidae es una familia extinta de tiburones lamniformes. Los miembros confirmados de esta familia incluyen a Cardabiodon y a Dwardius, los cuales son ambos géneros que estuvieron presentes en Australia, América del Norte y Europa durante el período Cretácico Superior. Se ha sugerido que el género Parotodus también podría pertenecer a esta familia, pero los autores que realizaron esa hipótesis originalmente expresaron sus dudas sobre el sustento de esa propuesta.